# Centraal Bureau voor Hypothecair Krediet
Het Centraal Bureau voor Hypothecair Krediet (CBHK) was een openbare kredietinstelling in België (1936-2001). Op het einde van zijn bestaan een kleine bank, maar met een marktaandeel van 7 procent een middelgrote speler op de markt van hypothecaire leningen (ongeveer 10.000 toegekende leningen per jaar en een uitstaand bedrag van 131 miljard frank).

## Geschiedenis
Het bureau werd opgericht bij koninklijk besluit van 7 januari 1936, in de nasleep van de crisis van de jaren 1930. Een van de doelstellingen was het mobiel maken van hypothecaire schuldvorderingen.
In het kader van de privatisering van de Belgische openbare kredietinstallingen (wet van 17 juni 1991) werd de eigendom overgedragen aan de Federale Partipatiemaatschappij. Dit verliep moeizaam omdat het CBHK om zijn activiteiten te financieren in het begin van de jaren 1990 dure langlopende leningen afgesloten had op de financiële markten.
In oktober 2000 richtte het CBHK met het Nederlandse Stater NV met Stater Belgium een joint venture op voor het beheer van de lopende hypotheekleningen. Hiermee werd een eerste stap gezet in de ontmanteling van deze openbare kredietinstelling. Begin 2001 nam Argenta de commerciële activiteiten over. Het CBHK behield maar enkele administratieve activiteiten, met name het beheer van de restbalans van ongeveer 140 miljard frank. Op 2 mei 2001 werden de naam en het statuut van het CBHK gewijzigd in CREDIBE, een naamloze vennootschap die voor 100 procent toebehoorde aan de Federale Participatiemaatschappij, die zo onrechtstreeks 28 % van Stater Belgium bezat. 
In 2016 en 2017 had CREDIBE nog twee personeelsleden in dienst die instonden voor het beheer van de resterende activiteiten, waaronder de verhuring van de voormalige CBHK-zetel in de Wetstraat 42 te Brussel. Op 20 juni 2018 fusioneerde CREDIBE met de Federale Participatie- en Investeringsmaatschappij onder de vorm van fusie door overneming. Deze laatste werd hierdoor rechtstreeks eigenaar van 28 procent van Stater Belgium.